# Condado de Coweta
El condado de Coweta es un condado del estado de Georgia, Estados Unidos. Tiene una población estimada, a mediados de 2024, de 158 233 habitantes.
La sede del condado es Newnan.

## Historia
El territorio del actual condado formaba parte de la Nación Creek, llamada así por la tribu liderada por William McIntosh, Jr.
McIntosh, mitad escocés y mitad creek, cedió tierras al gobierno federal en el Tratado de Indian Springs de 1825. Como consecuencia, fue asesinado por un grupo furioso de sus compañeros creek en su casa a orillas del río Chattahoochee. Cuenta la leyenda que McIntosh recibió oro a cambio de las tierras, el cual fue enterrado y nunca fue encontrado.

## Geografía
Según la Oficina del Censo, el condado tiene una superficie total de 1155 km², de los cuales 1142 km² corresponden a tierra firme y 13 km² están cubiertos de agua.

### Condados adyacentes
- Condado de Fulton (noreste)
- Condado de Fayette (este)
- Condado de Spalding (sureste)
- Condado de Meriwether (sur)
- Condado de Troup (suroeste)
- Condado de Heard (oeste)
- Condado de Carroll (noroeste)

## Demografía

### Censo de 2020
Según el censo de 2020, en ese momento el condado tenía una población de 146 158 habitantes. La densidad de población era de 128 hab./km². Había 56 729 unidades habitacionales, lo que implicaba una densidad de 50/km².      
| Raza                   | Núm.    | Porc.   |
| ---------------------- | ------- | ------- |
| Blancos                | 101 755 | 69.62%  |
| Afroamericanos         | 25 867  | 17.70%  |
| Amerinidos             | 525     | 0.36%   |
| Asiáticos              | 3365    | 2.30%   |
| Isleños del Pacífico   | 66      | 0.05%   |
| De otras razas         | 4649    | 3.18%   |
| De una mezcla de razas | 9931    | 6.79%   |
| Total                  | 146 158 | 100.00% |

Del total de la población, el 7.56% eran hispanos o latinos de cualquier raza.

### Estimación 2019-2023
Según la estimación 2019-2023 de la Oficina del Censo, los ingresos medios de los hogares del condado son de $92,150 y los ingresos medios de las familias son de $106,379. Alrededor del 11.1% de la población está por debajo de la línea de pobreza nacional.

## Comunidades

### Ciudades
- Chattahoochee Hills (en parte en el condado de Fulton)
- Grantville
- Newnan
- Palmetto (en parte en el condado de Fulton)
- Senoia

### Municipios (towns)
- Haralson
- Moreland
- Sharpsburg
- Turin

### Lugares designados por el censo (census-designated places,CDP)
- East Newnan